# یواس‌اس ال‌اس‌تی-۵۴۳
یواس‌اس ال‌اس‌تی-۵۴۳ (به انگلیسی: USS LST-543) یک کشتی بود که طول آن ۳۲۸ فوت (۱۰۰ متر) بود. این کشتی در سال ۱۹۴۴ ساخته شد.